# Sostituto osseo
I sostituti ossei di sintesi (o alloplastici) sono biomateriali per la rigenerazione dell'osso. I materiali più utilizzati a tale scopo sono le ceramiche come l'idrossiapatite e i fosfati di calcio (che possiedono la stessa struttura della componente minerale dell'osso), i compositi, come l'acido polilattico, e i metalli.

## Premessa
L'osso è il secondo tessuto più trapiantato dopo il sangue, la necessità di trapianto di tessuto osseo si manifesta in caso di grandi traumi, in cui non si ha a che fare con una frattura, ma con una vera e propria lacuna dell'osso, di fratture vertebrali osteoporotiche, di osteomieliti (gravi infezioni ossee), di lacune ossee dovute non a traumi ma ad asportazione di tumori e cisti ossee.
In questi casi l'osso può essere rimpiazzato con tessuto naturale autograft o autologo, allograft o omologo, xenograft o eterologo (rispettivamente: proveniente dal paziente stesso, in genere dalle coste o dalla cresta iliaca, o proveniente da cadaveri o ancora da animali) o con un tessuto di sintesi. Nonostante la scelta migliore sia l'uso di osso del paziente stesso, in alcuni casi non è possibile farlo: per esempio se la quantità di osso da asportare è troppa oppure se la sua qualità non è eccellente (ad esempio potrebbe essere osteoporotico). Il tessuto osseo proveniente da donatori cadaveri viene congelato in apposite strutture a -80 °C senza l'uso di agenti criopreservanti. I tessuti congelati mantengono: capacità osteoinduttiva (la sintesi di nuovo osso avviene attraverso l'attivazione, dal tessuto circostante, di cellule mesenchimali dell'ospite e successiva trasformazione in osteoblasti formanti osso) e attività osteoconduttiva (il trapianto / innesto funge da struttura tridimensionale passiva (scaffold), che favorisce l'inserimento di vasi sanguigni e la formazione di nuovo osso). Questi tessuti inoltre hanno ottima resistenza alle infezioni batteriche e soprattutto non presentano immunogenicità (senza rischi di rigetto). L'utilizzo di osso da animali comporta una serie di rischi, tra cui il rigetto, le implicazioni dovute all'uso di un osso con un meccanismo di rimodellamento molto diverso da quello umano e la qualità minore perché si tratta di un tessuto ovviamente sottoposto a trattamenti aggressivi per minimizzare il rischio di trasmissione di malattie. Talvolta si può ricorrere all'uso di sostituti ossei di sintesi.

## Requisiti
I sostituti ossei alloplastici devono riprodurre la porosità dell'osso spongioso, che presenta una porosità che va dal 50% all'80% circa, in base a numerosi fattori. Inoltre i pori del sostituto osseo devono avere le dimensioni sufficienti affinché vi possa essere attraverso di essi la migrazione di cellule e il passaggio dei vasi sanguigni (ovvero il diametro dei pori dovrebbe essere almeno pari ad un centinaio di micrometri). Infine le porosità devono essere interconnesse (i pori devono essere "collegati" tra loro, non "isolati").
Ovviamente i sostituti ossei devono anche offrire sufficienti proprietà meccaniche e rispondere a una serie di requisiti biologici.

## Tecniche di realizzazione
I sostituti ossei alloplastici possono essere realizzati con diverse tecniche.
- Solid Freeform fabrication

Con questo termine si raggruppano una serie di tecniche computerizzate per la produzione di un oggetto tridimensionale attraverso la sovrapposizione "strato dopo strato" di immagini bidimensionali; le principali sono:
- Stereolitografia: con un raggio laser si polimerizza un monomero fotosensibile che fa parte di una sospensione di polvere ceramica e monomero. Grazie alla polimerizzazione ci può essere l'adesione con lo strato successivo.
- Selective Laser Sintering ovvero sinterizzazione selettiva via laser.

- Agitazione meccanica o iniezione di gas per produrre schiume
- Gel casting[1]

Alcune di queste tecniche sono utilizzate anche per produrre altri tipi di scaffolds, non solo scaffolds per la rigenerazione del tessuto osseo.